# Pace di Berlino (1742)
La pace di Berlino del 1742 fu sottoscritta a Berlino il 28 luglio di quell'anno tra Regno di Prussia ed Arciducato d'Austria. Essa pose termine alla prima guerra di Slesia confermando i patti del precedente armistizio di Breslavia.
L'Austria dovette cedere la Bassa Slesia, l'Alta Slesia fino al fiume Opava e la contea boema di Glatz alla Prussia. Il ducato di Teschen, che stava oltre l'Opava e gran parte del ducato di Troppau e di quello di Jägerndorf rimasero all'Austria. La Prussia si impegnò a lasciare l'alleanza con i nemici dell'Austria e si assunse il debito di 1,7 milioni di fiorini nei confronti della Gran Bretagna. La pace fu stipulata con la mediazione del Giorgio II d'Inghilterra, che fece da garante.
Con l'incorporazione della Slesia lo stato della Prussia si ingrandì di un terzo. Della medesima percentuale crebbe la sua popolazione e le sue entrate finanziarie. La Prussia con questa occupazione si avvicinò al novero della grandi potenze europee e divenne contemporaneamente rivale degli Asburgo  nella leadership delle popolazioni di lingua tedesca. Questo "dualismo tedesco" durò fino alla guerra austro-prussiana del 1866.
L'amarezza colse i francesi ed l'imperatore Carlo VII provò una profonda delusione nei confronti di Federico il Grande, che per la seconda volta aveva abbandonato la coalizione. La pace tuttavia tenne solo fino al 1744, allorché Federico il Grande invase la Boemia dando inizio alla seconda guerra di Slesia.